# 斯特列米戈羅德
50°54′38″N 28°50′19″E / 50.91056°N 28.83861°E
斯特列米戈羅德（烏克蘭語：Стремигород），是烏克蘭的村落，位於該國北部日托米爾州，由科羅斯堅區負責管轄，始建於1591年，面積2.59平方公里，海拔高度177米，2001年人口532。